# アルマミ・モレイラ
アルマミ・サモリ・ダ・シルヴァ・モレイラ（Almami Samori da Silva Moreira, 1978年6月16日 - ）は、ギニアビサウ・ビサウ出身の同国代表の元サッカー選手。

## 経歴

### ボアヴィスタ／ベルギー／ロシア
ギニアビサウのビサウで生まれると、1995年にボアヴィスタFCの下部組織に入団するが、プロ選手としてキャリアを開始したのはレンタルで過ごしたゴンドマルSCとジル・ヴィセンテFCだった。1999年に復帰すると主に控え選手として過ごし、最終年にクラブ史上初のリーグ優勝を経験した。
モレイラはスタンダール・リエージュへ移籍すると、すぐに人気選手となったが、ベルギーで5年過ごした後の2004-05シーズンにハンブルガーSVに完全移籍のオプション付きで同僚のエミール・ムペンザと共にレンタルへ出された。
2006年8月、当時ポルトガルをベースとしたポルトガル語圏の選手が多数在籍しているロシアのFCディナモ・モスクワへ加入した。しかし、その選手達の大半と同じように不安定なプレーを見せたため、1月にポルトガルへと戻っていった。CDアヴェスでは、トップレベルからの降格を避けるために戦っていたが、結局実現しなかった。

### パルチザン
2007年7月5日、モレイラはセルビアのパルチザン・ベオグラードと2年契約を結び、背番号10を与えられ、クラブを代表する選手になっていった。7月19日にUEFAカップ 2007-08のHŠKズリニスキ・モスタル戦でデビューをすると、8月2日に同じ相手に初ゴールを決めた。2007年7月29日、同じベオグラードを拠点とするレッドスター・ベオグラードとのヴェチティ・デルビでゴールを決め2-2で引き分けた。移籍初年度の2007-08シーズンに28試合・7ゴールを記録。リーグ優勝に加え、セルビア・カップのタイトルも獲得し、ダブル達成に貢献した。2008年12月3日、UEFAカップ 2008-09のセビージャFC戦で試合開始8分に負傷交代し、病院に運び込まれた。
2009年4月10日、新たに契約期間を2012年まで3年延長した。2008-09シーズンはコンスタントなプレーを見せると、7人のチームメイトと共にベストイレブンに選ばれ、再びダブル達成に貢献した。2009年8月5日、前日に母親を亡くす不幸に見舞われたものの、UEFAチャンピオンズリーグ 2009-10予選3回戦のアポエルFC第2戦に出場することを決意。開始3分にゴールを決めたが、最終的に1-2で敗退した。
2010年2月27日のFKボラツ・チャチャク戦、55分にサシャ・イリッチと交代で出場し、パルチザン出場100試合を達成した。

## 代表
90年代後半にU-21ポルトガル代表として約20試合に出場。2002年のヴァーレ・ド・テージョ夏季大会にBチームとして出場し、優勝した。
2010年にギニアビサウのサッカーがプロ化することに伴い、祖国のギニアビサウ代表でプレーすることを決意。同年10月、32歳にして初キャップを記録した。

## 個人タイトル
- セルビア・スーペルリーガベストイレブン : 2008-09, 2009-10